# بركان (فلم 2018)
بركان (بالأوكرانية: Вулкан، بالألمانية: Vulcan) هو فيلم درامي أوكراني-ألماني-موناكي، صدرّ في 2018 وشهدّ الظهور الأول للمخرج رومان بوندارتشوك. من خلال شخصية لوكاس، المترجم الذي تقطعت به السبل في المنطقة التي كان يساعد في مراقبتها ضمن منظمة أمنية، يستكشف الفيلم حياة الناس في السهوب الأوكرانية الجنوبية الذين يعيشون في حرية فوضوية، فيما يبدو أن العالم الخارجي قد نساهم.
عُرضّ الفيلم لأول مرة في مهرجان كارلوفي فاري السينمائي الدولي في 1 يوليو 2018 ضمن فعاليات برنامج شرق الغرب. وحازّ على العديد من الجوائز في المهرجانات السينمائية الدولية، بما في ذلك الجائزة الكبرى في مهرجانات في أرمينيا وكرواتيا والمغرب. تميزّ الفيلم بصوره المذهلة وشعوره الوثائقي الذي تحقق من خلال تقنيات السينما الواقعية واختيار طاقم من غير الممثلين. حصل بوندارتشوك على جائزة شيفتشينكو الوطنية لإخراجه الفيلم.

## الحبكة
يُقل لوكاس، المترجم في منظمة الأمن والتعاون في أوروبا، ثلاثة من زملائه إلى الريف المهجور في السهوب الأوكرانية الجنوبية للقيام بجولة تفقدية لنقاط التفتيش العسكرية بالقرب من حدود القرم. لكن تتعطل سيارتهم ولافتقار تغطية الهاتف المحمول، يسير لوكاس بحثًا عن المساعدة لكنه يفشل في العثور عليها. وعندما يعود، يجد أن السيارة اختفت بزملائه، على الرغم من امتلاكه للمفاتيح.
يلتقط ڤوڤا لوكاس في سيارة صهريج ويحضره إلى قرية تطل على خزان كاخوفكا. يتلقى لوكاس دعوة إلى حفلة في سكن الطلاب، لكنه يفقد هاتفه وأمواله ووثائقه. يقوم لوكاس بإبلاغ الشرطة بالسرقة ولكنه يوضع في السجن ويخرج بكفالة ڤوڤا. ثم يحاول مغادرة البلدة، لكنه يتعرض لضرب مبرح من رجلين يرتديان ملابس مموهة ويُترك في حفرة، حيث ينقذه ڤوڤا مجددًا.
يُحل لوكاس ضيفًا مترددًا في منزل ڤوڤا، على الرغم من أنه يكره غرابة أطواره، فإنه يحتاج إلى دعمه في القرية حيث تحمل عصابات السكارى بنادق هجومية وتسرق الشرطة المحتجزين وتُمارس أعمال السخرة ولا يوجد أحد لديه وظيفة تقليدية. وبينما يتكيف مع الحرية الفوضوية، يصبح لوكاس أكثر انبهارًا بڤوڤا وابنته المُغازلة ماروشكا ويبدأ في فهم الناس من خلال ماضيهم الجماعي.
ينضم لوكاس إلى ڤوڤا في إحدى مخططات الثراء، حيث يغوص في إحدى القرى الغارقة تحت مياه الخزان.

## الطاقم
يوجد اثنان فقط من الممثلين المحترفين في طاقم التمثيل: فيكتور جدانوف و كريستينا ديليك. البركان هو أول فيلم تُشارك ديليك فيه. كان سيرخي ستيبانسكي معروفًا لصانعي الأفلام من خلال عمله كمخرج صوت. عُثرّ على بقية الممثلين بواسطة تاتيانا سيمون من القرى المحيطة بموقع التصوير.
- فيكتور جدانوف في دور ڤوڤا
- سيرخي ستيبانسكي في دور لوكاس
- كريستينا ديليك بدور ماروشكا

## كتابة الفيلم وتطورها
بدأ السيناريو في التطور في أوائل 2010، في البداية حول شخص أجنبي تقطعت به السبل في مطار أوديسا بسبب الانفجارات البركانية في أيسلندا، ليبدأ بعد ذلك بالسفر إلى الريف الأوكراني. حَدَثّ الكُتاب داريا أفيرشينكو ورومان بوندارتشوك وآلا تيوتيونيك الحبكة بشكل كبير في أعقاب حركة الميدان الأوروبي والثورة الأوكرانية 2014 وضم الاتحاد الروسي للقرم والحرب في دونباس، لكنهم أبقوا على عنوان «بركان». أشار أفيرشينكو إلى أن العنوان يرمز إلى الكارثة المفاجئة التي يمكن أن تحدث في حياة الإنسان.
لدى بوندارتشوك وأفرشينكو خلفيات في صناعة الأفلام الوثائقية وقد تصورا المشروع في الأصل كفيلم وثائقي. شخصية ڤوڤا مستوحاة من عم أفيرشينكو. اعتمد الكتاب عدة شخصيات أخرى على أفراد الأسرة في خيرسون.
يُكرم الفيلم ذكرى أولئك الذين غُمرّت قراهم من خلال إنشاء خزان كاخوفكا.

## وصلات خارجية
- Volcano official trailer على يوتيوب (Ukrainian)
- Volcano trailer على يوتيوب from Toronto International Film Festival (English subtitles)
- بركان  في قاعدة بيانات الأفلام على الإنترنت (بالإنجليزية)
- Volcano at distributor Pluto Films